# Route nationale 86j
Die Route nationale 86J, kurz N 86J oder RN 86J, ist eine ehemalige Nationalstraße in Frankreich.
Die Straße entstand im 19. Jahrhundert als eine der Rhônebrücken südlich von Viviers (Ardèche) und Donzère. Zunächst wurde sie als neunter Ast der N86 bezeichnet. Bei der Reform von 1933 war zunächst die Nummer N86M vorgesehen. Sie bekam dann schließlich die Nummer N86J zugewiesen. 1973 erfolgt die Abstufung der Nationalstraße.